# Bridgit Mendler: Summer Tour 2014
Bridgit Mendler: Summer Tour es la tercera gira de conciertos de la cantante estadounidense Bridgit Mendler. En esta gira visitará Estados Unidos y parte de Canadá apoyada de su álbum debut Hello My Name Is... y nuevas canciones de su nuevo álbum que saldrá en 2014. La gira comenzó en Charlottetown, PEI en el Big Red Musical Festival y terminará en Hamburg, NY.

## Antecedentes
Bridgit confirmó algunos de sus shows a través de su página bridgitmendlermusic.com y su Twitter oficial. Con algunas modificaciones en el equipo se confirmó que su tour empezaría en el Big Red Musical Festival con las colaboraciones de algunos cantantes. El 28/06 publicó fotos de su llegada a Canadá y su equipo.

## Canciones
Por el momento algunas de las canciones cantadas por Mendler, han sido:
Ready or Not - Hurricane - 5:15 - City Lights - Fly to You - Deeper Shade of Us - Blonde

## Fechas
| Fecha               | Ciudad              | País           |
| ------------------- | ------------------- | -------------- |
| 28 de junio de 2014 | Charlotte Town, PEI | Estados Unidos |
| 5 de julio de 2014  | Tampa, FL           | Estados Unidos |
| 11 de julio de 2014 | Lancaster, PA       | Estados Unidos |
| 12 de julio de 2014 | Upper Marlboro, MD  | Estados Unidos |
| 13 de julio de 2014 | Richmond, VA        | Estados Unidos |
| 19 de julio de 2014 | Hot Springs, AR     | Estados Unidos |
| 26 de julio de 2014 | Wildwood, NJ        | Estados Unidos |
| 28 de julio de 2014 | Rye, NY             | Estados Unidos |
| 2 de agosto de 2014 | Denver, CO          | Estados Unidos |
| 4 de agosto de 2014 | Indianapolis, IN    | Estados Unidos |
| 9 de agosto de 2014 | Hamburg, NY         | Estados Unidos |